# Jet Harris
Jet Harris, MBE (rodné jméno Terence Harris; 6. července 1939 – 18. března 2011) byl anglický baskytarista a člen skupiny The Shadows od založení do dubna 1962. Roku 1963 vystupoval ve filmu Just for Fun. Později působil například ve skupině The Jeff Beck Group. Rovněž působil ve skupině The Vipers. V roce 2007 spolupracoval se zpěvákem Martym Wildem. V roce 2010 mu byl udělen Řád britského impéria. Zemřel následujícího roku na následky rakoviny.